# Brwa Nouri
Brwa Nouri (kurdă:بڕوا نوری; n. 23 ianuarie 1987) este un fotbalist profesional kurd-irakian  care joacă pentru Bali United pe post de mijlocaș.

## Viața profesională
| Nuri Bora            | Nuri Bora                                | Nuri Bora                                | Nuri Bora                                | Nuri Bora                                |                                          |
| -------------------- | ---------------------------------------- | ---------------------------------------- | ---------------------------------------- | ---------------------------------------- | ---------------------------------------- |
|                      |                                          |                                          |                                          |                                          |                                          |
| informații personale |                                          |                                          |                                          |                                          |                                          |
| Naștere              | Ianuarie 3, 1987 (30 de ani) Suleymaniye | Ianuarie 3, 1987 (30 de ani) Suleymaniye | Ianuarie 3, 1987 (30 de ani) Suleymaniye | Ianuarie 3, 1987 (30 de ani) Suleymaniye | Ianuarie 3, 1987 (30 de ani) Suleymaniye |
| naționalitate        | Suedia Irak                              | Suedia Irak                              | Suedia Irak                              | Suedia Irak                              | Suedia Irak                              |
| Viața profesională   |                                          |                                          |                                          |                                          |                                          |
| Centru De Joaca      | Mijloc                                   |                                          |                                          |                                          |                                          |
| Nr.                  | 22                                       | 22                                       | 22                                       | 22                                       | 22                                       |
| club                 |                                          |                                          |                                          |                                          |                                          |
| ani                  | Echipa                                   | Meciuri                                  | (Gls)                                    |                                          |                                          |
| 2004-2008            | AIK Fotbal                               | 3                                        | (0)                                      |                                          |                                          |
| 2006                 | → Atvidabergs FF (împrumut)              | 5                                        | (1)                                      |                                          |                                          |
| 2007-2008            | → Väsby Unite (împrumut)                 | 30                                       | (2)                                      |                                          |                                          |
| 2008                 | → HR grondals (împrumut)                 | 10                                       | (2)                                      |                                          |                                          |
| 2009-2013            | Dalkurd FF                               | 116                                      | (37)                                     |                                          |                                          |
| 2014–                | Ostersunds FK                            | 96                                       | (13)                                     |                                          |                                          |

premier league club joacă în suedeză Östersund activat

## Participanții internaționali
| data           | posibilitatea de                                 | Mac                   | rezultate |
| -------------- | ------------------------------------------------ | --------------------- | --------- |
| Octombrie 2016 | meci amical                                      | Irak X Jordan         | 0-0       |
| Noiembrie 2016 | Preliminariile Cupei Mondiale 2018 Cupa Mondială | Irak UA X             | 2-0       |
| Iunie 2017     | meci amical                                      | Irak, Coreea De Sud X | 0-0       |
| Iunie 2017     | Preliminariile Cupei Mondiale 2018 Cupa Mondială | Japonia X Irak        | 1-1       |